# Mildred Fox
Mildred Fox (* 17. Juni 1971 im County Wicklow, Irland) ist eine ehemalige irische Politikerin. Sie war von 1995 bis 2007 Teachta Dála (Abgeordnete) im Dáil Éireann, dem Unterhaus des irischen Parlaments.

## Leben
Fox studierte am University College Dublin und arbeitete nach dem Studium als Hotelmanagerin. Als ihr Vater im Frühjahr 1995 starb, konnte sie bei der Nachwahl im Wahlkreis Wicklow am 29. Juni 1995 den Sitz erringen. Diesen Sitz konnte sie bei den Wahlen 1997 und 2002 verteidigen. 2011 trat sie jedoch nicht mehr an, weil sie mehr Zeit mit ihrer Familie verbringen wollte. Sie eröffnete eine Eisdiele und begann als Sängerin aufzutreten.